# Luna (БПЛА)
Luna X 2000 — німецький розвідувальний БПЛА. Призначений для розвідки цілей, телевізійної розвідки площинних цілей і окремих маршрутів, коригування вогню. Перебуває на озброєнні Бундесверу з березня 2000 року, використовувався німецькими військами в Афганістані.
Запускається за допомогою катапульти, приземлення відбувається за допомогою спеціального парашута або в натягнуту сітку. Дрон оснащений інфрачервоною і телевізійною камерами. Програмне забезпечення комплексу управління БПЛА дозволяє автоматично розпізнавати тип цілей.

## Програма розвитку
- Жовтень 1997: Підписано угоду між ЕМТ і BWB
- Березень 2000 року: Перше використання LUNA в Косово[1]
- Серпень 2002 року: договір про закупівлю протягом 12 літаків з 40 наземними станціями
- 2003: Введення в експлуатацію системи LUNA

БПЛА призначений для близької розвідки (до 65 км), передачі даних в реальному часі відео (візуальне або інфрачервоне) або з вищою роздільною здатністю зображень, однак він також може виконувати інші завдання, такі як пошук цілей, постановки радіо/радіолокаційних перешкод, залежно від корисного навантаження.

## Варіанти
| Характеристика                 | LUNA                                    | LUNA NG                       |
| ------------------------------ | --------------------------------------- | ----------------------------- |
| Розмах крила                   | 4,17 m                                  | 5,3 m                         |
| Довжина                        | 2,36 m                                  | 3,0 m                         |
| Висота                         | 0,87 m                                  | 1,1 m                         |
| Стартова маса                  | < 40 kg                                 | < 90 kg                       |
| Максимальна швидкість          | 70 km/h                                 | 90 km/h                       |
| Макс.висота польоту (ISA)      | 5000 m                                  | > 5000 m                      |
| Макс. тривалість польоту       | 6–8 годин                               | до 12 годин                   |
| Діапазон каналу передачі даних | > 100 km                                | > 100 km                      |
| Двигун                         | Zweizylinder-Zweitaktmotor (Hirth 4102) | Wankelmotor (Cubewano Reno42) |

- Luna X-2000 — оригінальний варіант зразка 1997 року.

### Luna NG
Luna NG (англ. Next Generation — нове покоління) — оновлена версія від Embention та Rheinmetall, представлена 2019 року. 
Luna може перебувати в повітрі до 12 годин (рекомендована тривалість 8 годин). Керування зберігається на відстані до 100 км. Максимальна висота польоту 5 км. БПЛА також може летіти за запрограмованим маршрутом, не маючи зв’язку з наземною станцією керування. 
Може бути обладнаний засобами радіоелектронної розвідки, радіоелектронної боротьби та різними оптичними (в тому числі ІЧ) модулями, а також виконувати роль станції зв'язку.

### Combat Drone
У квітні 2023 року Rheinmetall представили ударний БПЛА з планером, подібним до Luna NG. В бойове відділення дрона завантажуються два квадрокоптери-камікадзе, які керуються іншими операторами. Ураження цілі фіксується з самого БПЛА-носія.

## Галерея

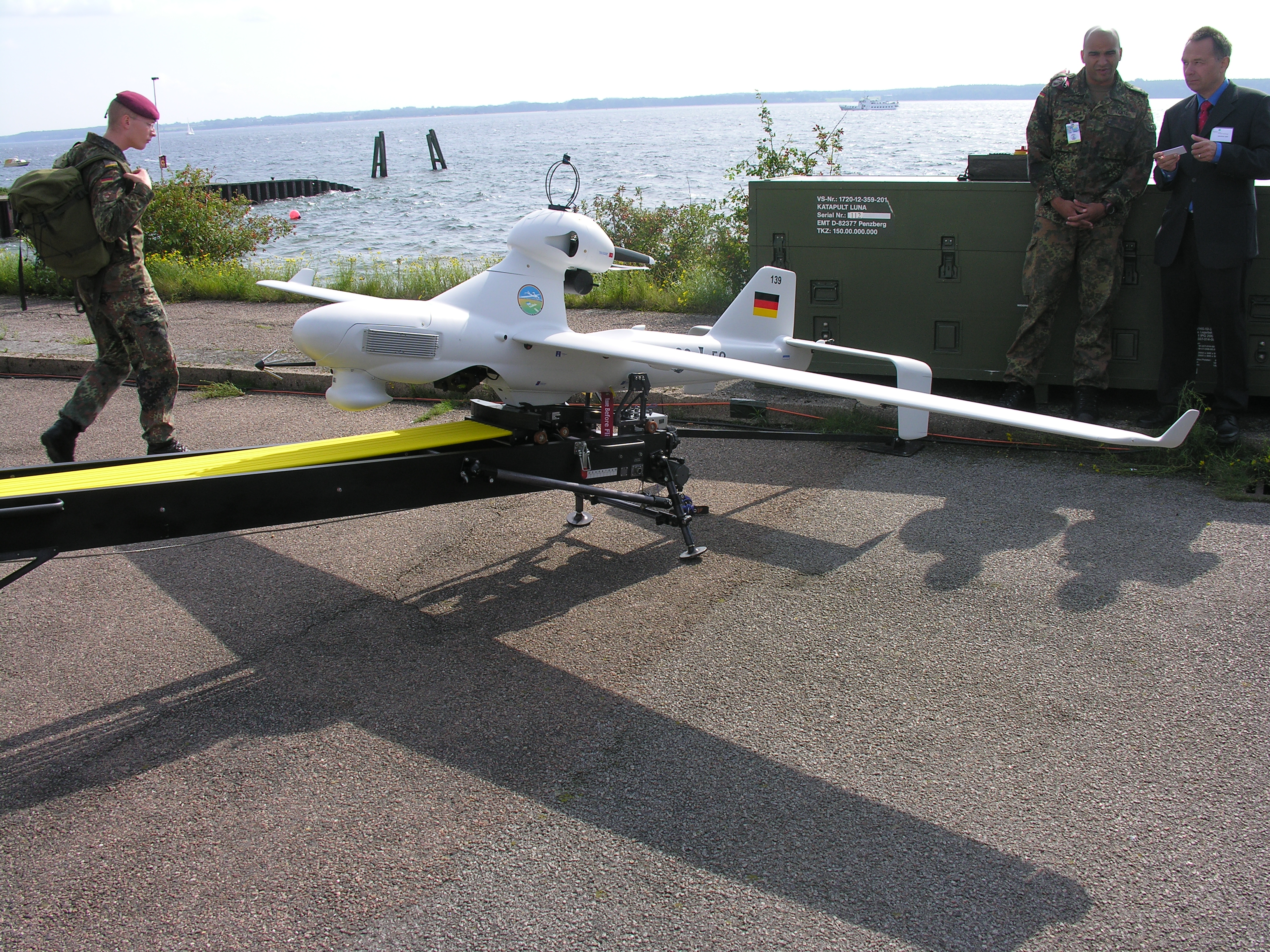
БПЛА LUNA на виставці TechDemo'08[1], 2008
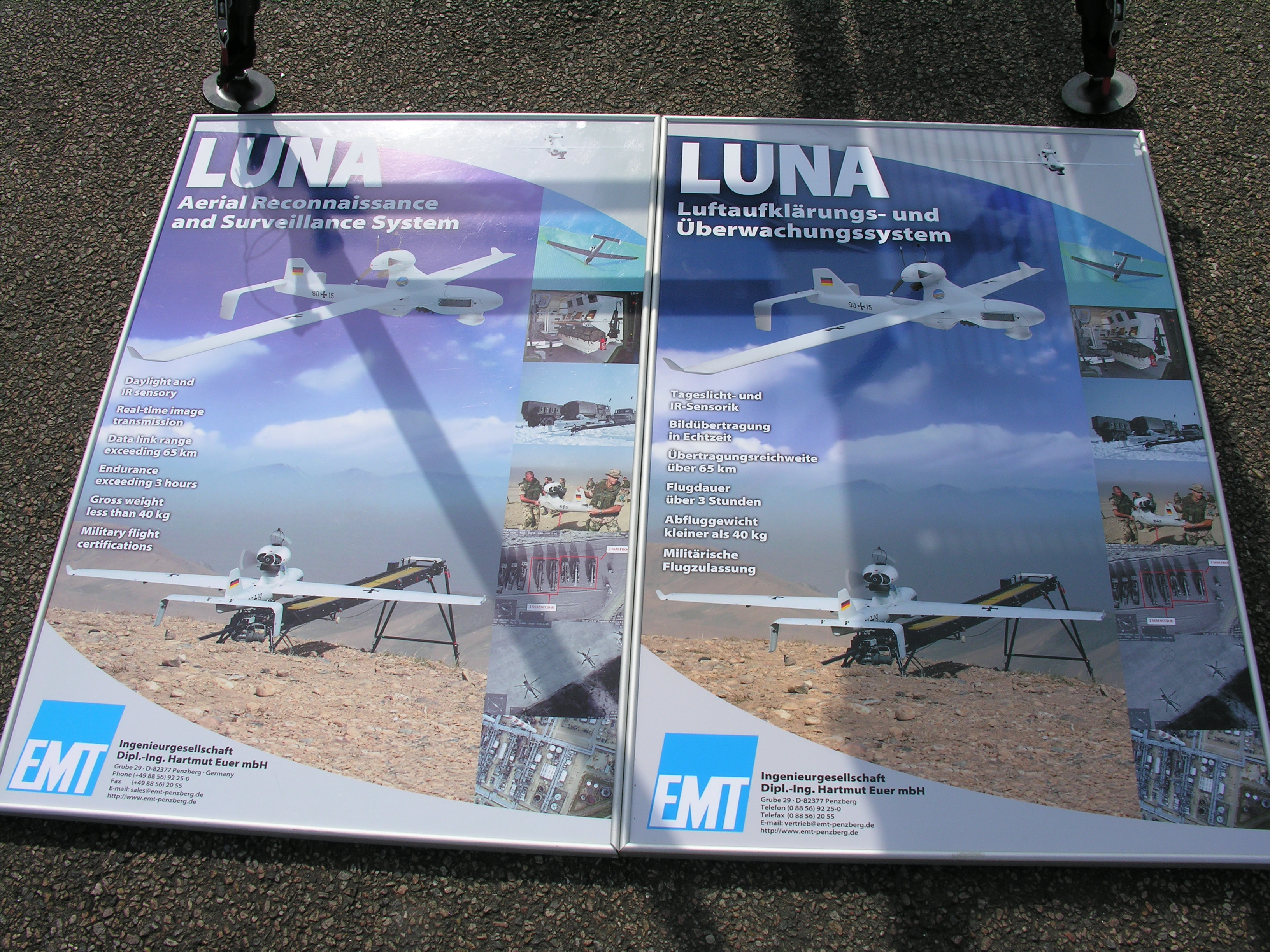
Характеристики БПЛА LUNA на виставці TechDemo'08[1], 2008
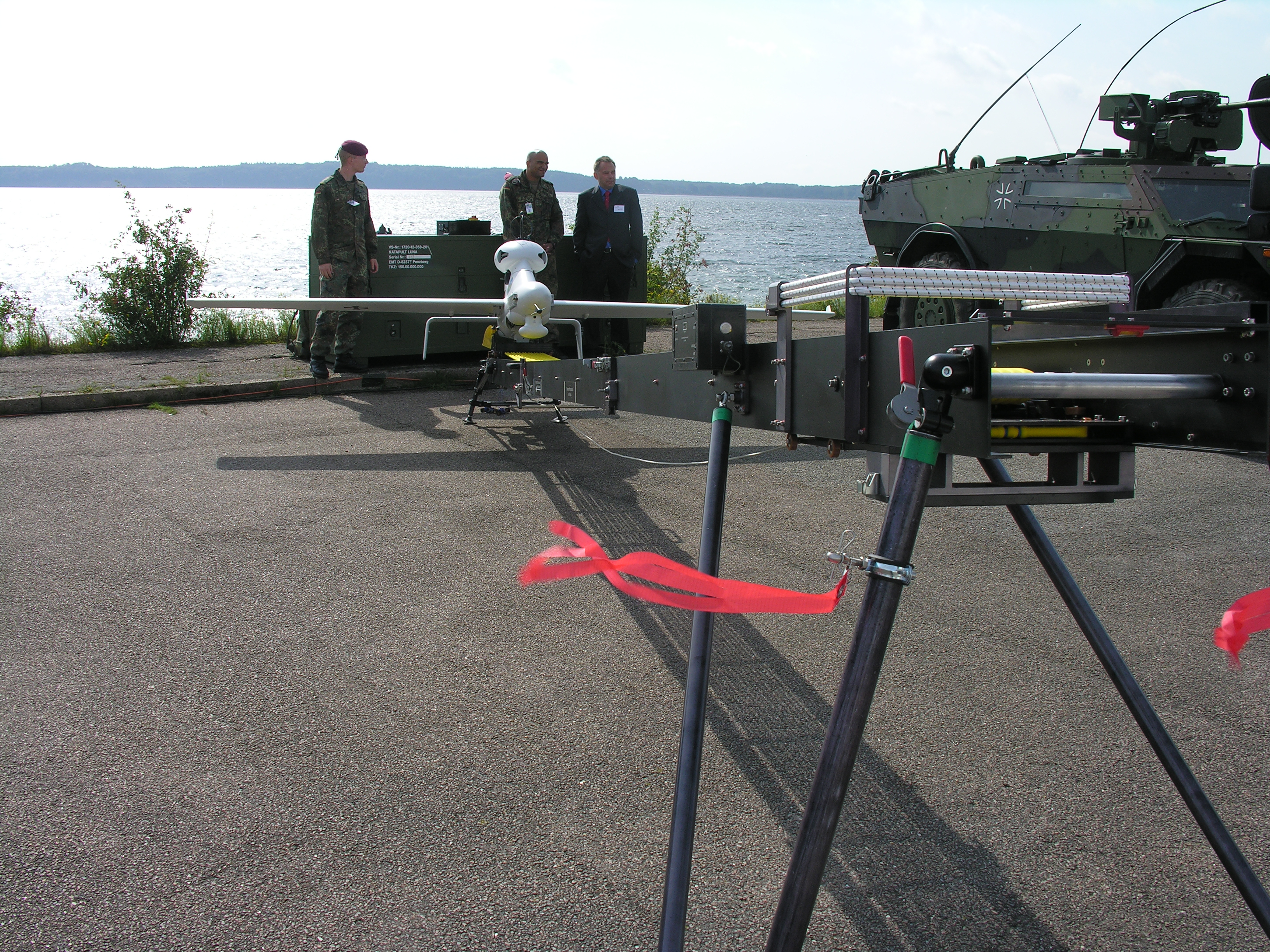
БПЛА LUNA на катапульті

## Оператори

### Україна
В серпні 2023 року стало відомо, що уряд Німеччини придбає для України невідому кількість Luna NG виробництва Rheinmetall в рамках МТД для відбиття російської агресії. БПЛА мають бути доставлені до кінця 2023 року.
8 грудня 2023 року Україна в рамках військової допомоги від Німеччини отримала сучасний безпілотний розвідувальний авіаційний комплекс Luna NG.